# Uncey-le-Franc
Uncey-le-Franc település Franciaországban, Côte-d’Or megyében. Lakosainak száma 49 fő (2022. január 1.). Uncey-le-Franc Saffres, Grosbois-en-Montagne, Avosnes, Boussey, Marcellois, Saint-Mesmin és Soussey-sur-Brionne községekkel határos.

## Népesség
A település népessége az elmúlt években az alábbi módon változott:
| Lakosok száma | 74   | 59   | 68   | 49   | 44   | 46   | 54   | 53   | 53   | 49   |
|               | 1968 | 1982 | 1990 | 2006 | 2013 | 2015 | 2017 | 2019 | 2020 | 2022 |